# 国際海峡
国際海峡（こくさいかいきょう、英: International straits）は国際的な航行で使われる海峡。国際航行に使用されている海峡（こくさいこうこうにしようされているかいきょう、英: Straits used for international navigation）とは、国連海洋法条約で言及されている海峡。

## 条約での言及
国連海洋法条約の第三部は、「国際航行に使用されている海峡（英語: Straits used for international navigation）」であり、その水域の法的地位や航行のルールが定められている。

## 概要
通常、ある国の領海を外国船舶が通航する際には、沿岸国の平和、秩序または安全を害しないこと（無害通航）が国際法によって義務付けられる。しかし、国際的に重要度の高い海峡が、狭小であるために沿岸国の領海に包摂されてしまう場合、そこに無害通航の義務を厳格に適用すると海峡の利用が大きく制約されることになり、各国に不利益が生じてしまう。そのため従来、このような国際海峡においては、通常の領海とは異なる取り扱いを行うことが国際慣習法によって承認されてきたほか、条約によっても通航の権利を強く認めてきた（いわゆる「強化された無害通航権」）。
しかし、1994年に発効した国連海洋法条約によって、条約発効前は3海里だった沿岸国の領海が12海里に拡大されることになった（一部国家ではすでに12海里であった）。そのため、今まで公海上であったため自由通航可能だった海峡の多くが領海に包摂されることとなり、通航する船舶が無害通航を義務付けられるばかりでなく、航空機の上空通過も不可能となるなど、大きな障害となることが予想された。従来適用されてきた「強化された無害通航権」は、領海が3海里であることを前提に、ごく一部の海峡に適用されることを想定した制度であり、対象となる海峡の大幅な増加を受けて、より緩やかな制度に改める必要性が生じた。そのため、同条約では新たに「通過通航権」として、重要海峡における外国船舶および航空機の領海および領空内通航の権利が、より自由度の高い形で盛り込まれた。
条約そのものには、具体的な海峡名の指定は無く、慣習的に国際航路として利用されている実態があれば、国際海峡とされるが、その具体的な基準は無い
。

## 通過通航権

### 定義
通過通航権とは、継続的かつ迅速な通過を行うことを条件として、定義された海峡を自由に航行および上空飛行できる権利である。
この権利は、軍用・民間用を問わず、全ての外国船舶・航空機に与えられている。すなわち、危険物質や核兵器を搭載した船舶・航空機についても、その通航を妨げるものではない。また潜水艦に関しても、海面上の航行（浮上）および国旗の掲揚は義務付けられていない。このように、通常の領海における無害通航に比べて、旗国側に大きな自由を保障する制度である。
当該海峡の沿岸国は、航路帯または分離通航帯の設定や、通過通航に関する法令制定を行うことができ、通過通航を行う船舶・航空機はこれに従わなければならない。しかしながら、沿岸国がこれに対する違反を取り締まることが可能か否かに関しては、見解が対立し論争となっている。

### 通過通航権の適用範囲の例外
通過通航権は、前述の通り「公海又は排他的経済水域の一部分と公海又は排他的経済水域の他の部分との間にある国際航行に使用されている海峡」に適用されるが（国連海洋法条約第37条）、以下に該当する海峡は例外とされ、通過通航権は適用されない。
- 長期に渡って効力を有する国際条約によって、すでに当該海峡の通航が規制されている場合（同第35条(c)）。（例: ボスポラス海峡・ダーダネルス海峡、マゼラン海峡）
- 当該海峡内の公海または排他的経済水域に、同様に便利な航路が存在する場合。（同第36条）（例: フロリダ海峡、台湾海峡）
- 当該海峡が海峡沿岸国の島および本土から構成されており、その島の海側の公海または排他的経済水域に、同様に便利な航路が存在する場合（同第38条1項但書）。（例: メッシーナ海峡）

## 日本における「特定海域」

### 定義
日本における特定海域とは、宗谷海峡、津軽海峡、対馬海峡東水道、同西水道及び大隅海峡の、領海の幅が通常の12海里でなく3海里にとどめられた5つの海峡を指す。

### 制定の経緯
領海を12海里とする主張が世界的に優位になったことを受け、日本は1977年に領海法を制定し、これまでの3海里の幅の領海を12海里に拡張した。この立法趣旨に従えば上記5海峡も領海が12海里になるはずだが、この5海峡にかぎって3海里にとどめられている。その理由は元外務事務次官が共同通信に話したところでは非核三原則にあるとされる。
仮に、この5海峡の領海幅を3海里から12海里にしてしまうと、5海峡は完全に日本の領海になる。一方、国際法（海洋法条約38条2）では国際海峡における外国の船舶及び航空機の通過通航権が認められている（それは核兵器を搭載した外国の軍艦あるいは軍用機であっても同じである）。すると、核兵器を搭載した外国の軍艦が当該海峡を通過する場合、日本は国際法上、軍艦の通過は拒否できず、結果として領海内に核兵器が持ち込まれたこととなり、非核三原則の「持ち込ませず」の原則を堅持できなくなる。そこで、海峡上に領海に含まれない海域を残し、核兵器を搭載した軍艦をこの海域上を通航させることによって、こういった事態に対処しようとした。
また、国際海峡に適用される通過通航権の詳細が現段階においては定まっていないため、今後の動向を見極めたいとの立場が、日本国政府によって示されている。仮に海峡全域を領海とし、通過通航制度が導入された場合、航空機を含めて「波打ち際までその通過通航制度が適用になるという解釈も可能」であり、このような場合には中央部に公海を残している現状に比べて沿岸国（日本）側に不利となることも考えられる、という趣旨である。
すなわち、このような立場からすれば、特定海域の現状は、公海部における外国船舶・航空機の自由通航を認める代わりに、通過通航制度の導入を差し当たり見送って、沿岸部の領海部分における諸権限への干渉が生じることを回避しているものと理解できる。

### 海外での類似例
2015年の緒方林太郎衆議院議員による質問主意書に対する回答では、内閣は領海が基線から12海里（もしくは中間線）まで定められていない海峡として、ドイツとデンマークの間のもの（バルト海）、デンマークとスウェーデンの間のもの、フィンランドとエストニアの間のもの、日本と韓国の間のもの（対馬海峡）をあげている。

## 国際海峡とされる海峡

### 日本の国際海峡
日本には「いわゆる国際海峡」が5つあるが、これらはすべて1977年（昭和52年）に定められた日本における領海法で特定海域として海峡の一部を公海にしたものであり、通過通航制度は導入されていない。したがって国際海峡とされている以下の海峡は国連海洋法条約上で定義される国際海峡とはみなされない。なお領海法と国連海洋法条約とは直接の関係は無い。
- 宗谷海峡（北緯45度43分20秒 東経142度1分36秒 / 北緯45.72222度 東経142.02667度）
- 津軽海峡（北緯41度28分54.6秒 東経140度41分27.3秒 / 北緯41.481833度 東経140.690917度）
- 対馬海峡東水道（北緯34度2分4秒 東経129度31分43.7秒 / 北緯34.03444度 東経129.528806度）
- 対馬海峡西水道（北緯34度41分14.7秒 東経129度7分40.1秒 / 北緯34.687417度 東経129.127806度）
- 大隅海峡（北緯30度55分15.8秒 東経130度57分5.5秒 / 北緯30.921056度 東経130.951528度）

### 世界の国際海峡
下記の海峡の中には、個別の条約によって通航が規制されてきた歴史的経緯に鑑み、国連海洋法条約における通過通航制度の適用外（海洋法条約第35条c）となっているものがある。
- スカゲラック海峡（ノルウェー・デンマーク間。北緯57度52分47.3秒 東経9度11分4.4秒）
- カテガット海峡（スウェーデン・デンマーク間。北緯56度57分7.3秒 東経11度18分1.6秒）
- ドーバー海峡（イギリス・フランス間。北緯51度0分24.6秒 東経1度31分37.5秒）
- ジブラルタル海峡（イギリス領ジブラルタル・スペイン領セウタ間又は大西洋・地中海間。北緯35度57分56.8秒 西経5度24分43.7秒）

- ボスポラス海峡（黒海・マルマラ海間。北緯41度7分10秒 東経29度4分31秒）：モントルー条約
- ダーダネルス海峡（マルマラ海・エーゲ海間。北緯40度12分0秒 東経26度24分0秒）：モントルー条約
- バブ・エル・マンデブ海峡（ジブチ・エリトリア・イエメン間又は紅海・アデン湾間。北緯12度35分0秒 東経43度20分0秒）
- ホルムズ海峡（ペルシャ湾・オマーン湾間。北緯26度37分22.4秒 東経56度33分7.6秒）

- マラッカ海峡（マレーシア・インドネシア間。北緯2度8分10.8秒 東経101度51分15.2秒）[11]
- ロンボク海峡（バリ島・ロンボク島間。南緯8度46分0秒 東経115度44分0秒）

### ノート
1. ↑  コルフ海峡事件に対する1949年の国際司法裁判所判決では、軍艦であっても、平時においては沿岸国の事前の許可なく国際海峡を無害通航できることが、慣習法として確認された。
2. ↑  通常の領海においては、沿岸国は外国船舶の無害通航を一時的に停止することができるが、国際海峡においてはこの権利が認められない点が異なっていた（領海及び接続水域に関する条約第16条4項）。
3. ↑  国連海洋法条約では、「国際航行に使用されている海峡」について定める。
4. ↑  通過通航権は全ての「国際航行に使用されている海峡」で認められるのではなく、かつ例外規定がある。